# Enicospilus nothozus
Enicospilus nothozus är en stekelart som beskrevs av Ian D. Gauld och Mitchell 1981. Enicospilus nothozus ingår i släktet Enicospilus och familjen brokparasitsteklar. Inga underarter finns listade i Catalogue of Life.